# Gut Binkhoff

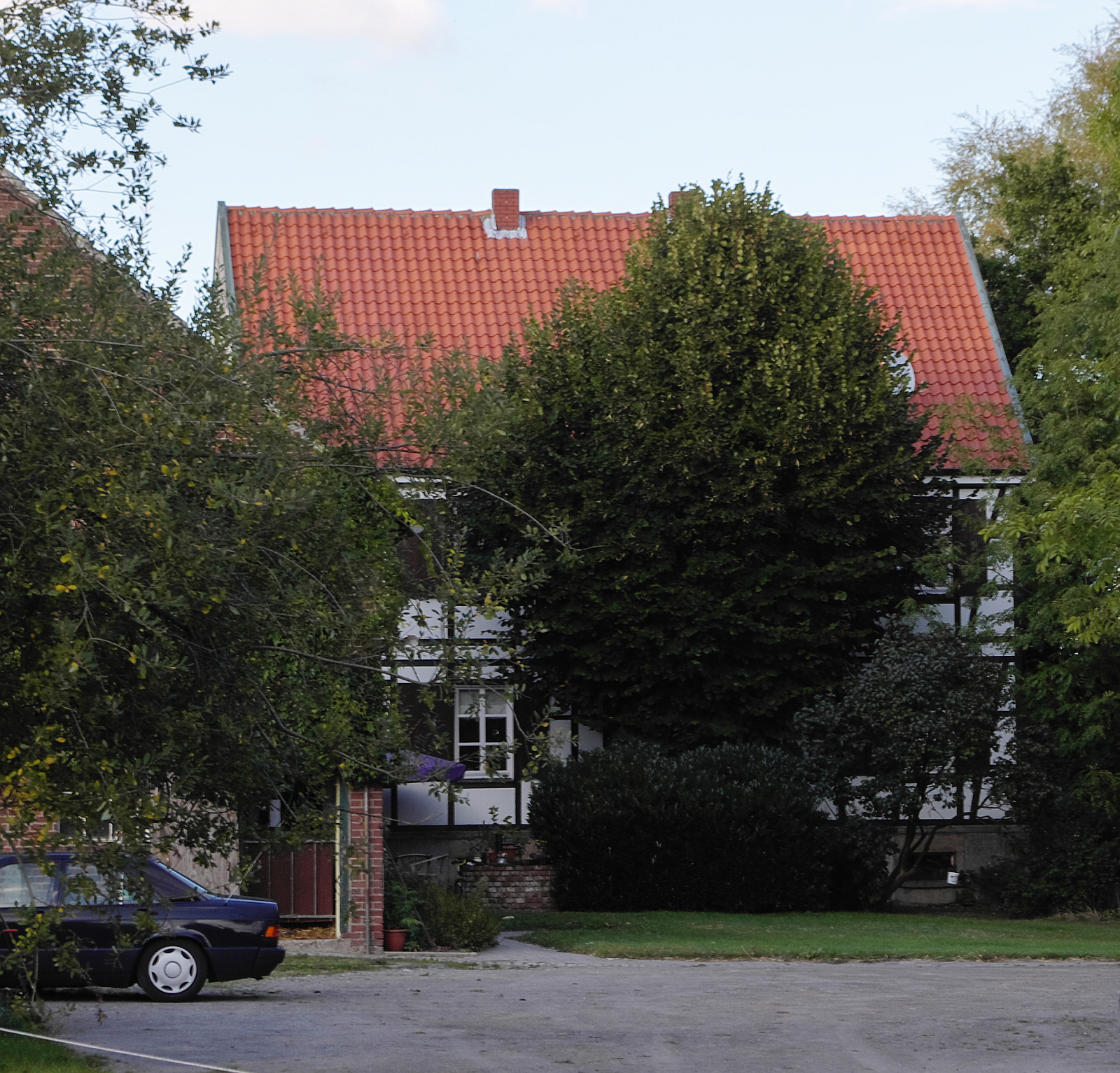
Gut Binkhoff (2012)

Gut Binkhoff (auch Binkhof geschrieben) ist ein ehemaliges Rittergut und befindet sich am östlichen Rand der heutigen Gemeinde Bönen im Kreis Unna, Nordrhein-Westfalen, Deutschland. Das Gut wurde erstmals 1315 urkundlich erwähnt. Von den alten Gebäuden und den sie umgebenden Gräften ist nur wenig erhalten. Teile der Anlage wurden 1988 unter der Nummer 51 in die Baudenkmalliste von Bönen aufgenommen.

## Geschichte und Besitzer
Es handelt sich um ein altes märkisches Lehngut, das bereits in den so genannten „ältesten Lehnbüchern der Grafen von der Mark“ von 1392/93 aufgeführt ist.

### Von Binkhoff und von Ackenschock
Mit Johan de Biginchove tritt 1315 erstmals ein Angehöriger des Geschlechts Binkhoff auf. Da das Wappen der Familie, abgesehen von den Farben, das Gleiche ist wie das des in diesem Gebiet ansässigen Geschlechts von der Recke, vermutete schon der westfälische Geschichtsschreiber Johann Dietrich von Steinen (1699–1759), dass beide Geschlechter miteinander verwandt sind.
Bis zur Mitte des 16. Jahrhunderts findet sich eine Anzahl urkundlicher Erwähnungen des Gutes, wobei die Schreibweise zwischen Byginchove, Byginckhove, Byynchove, Biinchoff, Bynckhof und Bynchof schwankt. 1522 ist ein Joist Bynckhoff in der märkischen Ritterschaft des Amtes Hamm verzeichnet. 1549 ergeht ein landesherrlicher Consens zur Verpfändung des Gutes an Henrich Ackenschock, einen Neffen des vorgenannten Joist. 1563 erfolgt die Übergabe des Gutes an Henrich Ackenschock und 1567 die Belehnung mit dem Gut. Anschließend bleibt es für zwei Jahrhunderte im Besitz der Familie von Ackenschock. 1767 wird das Gut allodifiziert: Aus dem Lehngut wird ein Eigengut.

### Von Plettenberg und von Bodelschwingh
1768 wird das Gut an den Besitzer des 3,7 km südlich gelegenen Rittergutes Haus Heyde, Christoph Friedrich Steffen von Plettenberg (1698–1777), einen pensionierten Generalleutnant im Dienste Friedrichs des Großen, verkauft. Das Gut bleibt dann über eineinhalb Jahrhundert mit Haus Heyde und dessen jeweiligen Besitzern verbunden, die aber nicht darin wohnten. Die Enkelin des Käufers, Friederike von Plettenberg (1768–1850), die 1785 Franz von Bodelschwingh-Velmede (1754–1827) heiratete, vererbt Haus Heyde einschließlich Binkhoff an ihren zweiten Sohn, den preußischen Finanzminister Carl von Bodelschwingh-Heyde (1800–1873). Nach dessen Tod ist es im Besitz seines ältesten Sohnes Ernst (1830–1881), der 14 Jahre Landrat des Kreises Hamm war. Ende des 19. Jahrhunderts wird das Gut, das damals 75 Hektar groß war, an den Landwirt Schulze-Beckinghausen verpachtet, später an den Landwirt Kissing. Agnes von Bodelschwingh (1877–1929), die unverheiratet gebliebene jüngere Tochter des Udo von Bodelschwingh-Heyde (1840–1921, einziger überlebender Sohn des Finanzministers Carl von Bodelschwingh) wird Erbin von Gut Binkhoff, das dadurch von Haus Heyde getrennt wird. Nach ihrem Tod sind die Eigentumsverhältnisse verwickelt. Eigentümer wird schließlich Wennemar von Bodelschwingh (1913–1941), das jüngste der vier Kinder von Agnes älterer Schwester; er fällt aber ohne Nachkommen 1941 im Krieg. Später ist sein älterer Bruder Heinz von Bodelschwingh (1907–1993) Eigentümer des Gutes. Dieser verkauft es nach 1970 an einen Hans Felix Westhoff aus Warendorf, der aber das Gut nicht selbst bewirtschaftet. Seit etwa 1970 erfolgt die Bewirtschaftung der Ländereien des Gutes durch die Familie von Plettenberg auf dem unmittelbar angrenzenden Gut Haus Heeren.

## Lage und Aussehen
Das Anwesen liegt noch heute frei in der Feldflur, etwa 500 Meter östlich von Bönen-Altenbögge, kaum zwei Kilometer in westlicher Richtung befindet sich das Kamener Kreuz.
Nach der Urkatasterkarte von 1828 lag das Herrenhaus auf einer von einer breiten Gräfte umgebenen Insel. Dem Herrenhaus diametral gegenüber stand auf der Insel noch ein weiteres, wesentlich kleineres Gebäude. Nach Norden hin, außerhalb der inneren Gräfte, sind noch zwei kleinere Gebäude eingezeichnet, wahrscheinlich Wirtschaftsgebäude. Südwestlich der inneren Gräfte zieht sich ein längerer Wassergraben hin, der möglicherweise ursprünglich Teil einer schmalen, äußeren Gräfte war. 1881 hieß es in einem Werk über die Kunst- und Geschichtsdenkmäler des Kreises Hamm: „Von dem Rittersitz Bynkhof ... sind nur ein viereckiger Hofplatz mit alten und neuen Ökonomiegebäuden, der Ringgraben und auf weiterer Entfernung ein zweiter Grabengürtel im Süden, Westen und halb im Osten übrig geblieben. Sonst atmet das ganze Anwesen die Ländlichkeit eines Bauernhofes.“

## Sonstiges
Im Jahre 1482 stifteten die „Herren von Akenschock auf Binkhoff“ für die Kirche in Kamen eine Vikarie mit einem Altar zu den Heiligen Drei Königen.
In früheren Jahrhunderten gehörten zu Binkhoff als Grundherrschaft noch mehrere Bauernhöfe in der Umgebung.